# Kurt Prüfer

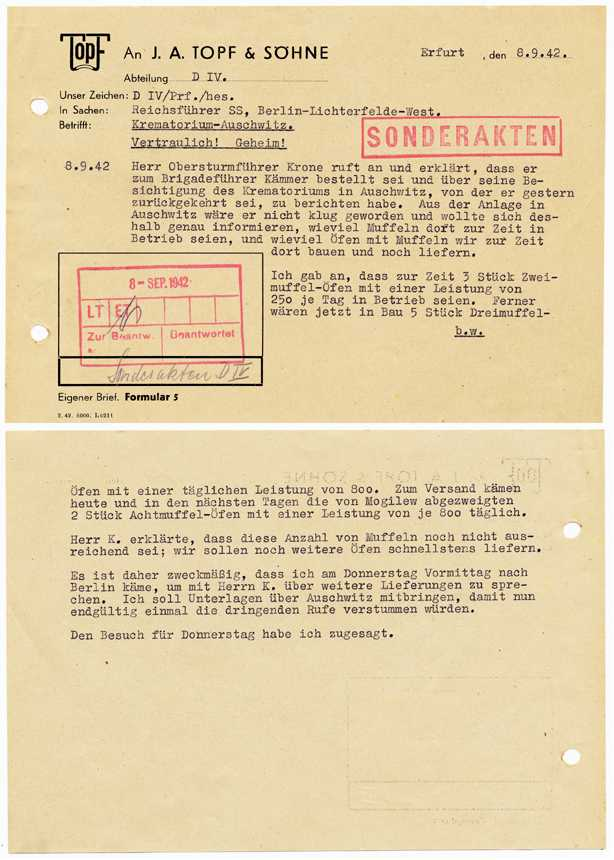
Schrijven van Prüfer aan Topf und Söhne

Kurt Prüfer (Erfurt, 21 april 1891 - aldaar, 1952) was een ontwerper/ingenieur bij de firma Topf und Söhne, die vooral bekend is door het bouwen van de crematoriumovens van verschillende concentratiekampen tijdens de Tweede Wereldoorlog.

## Biografie
Prüfer werd in 1891 in Erfurt geboren. Na zijn secundair onderwijs volgde hij een ingenieursopleiding en werkte hij bij twee andere firma’s vooraleer hij in 1911 begon te werken bij Topf und Söhne. Nadat hij er een jaar werkte, werd hij opgeroepen voor zijn legerdienst. Hij vocht tijdens de Eerste Wereldoorlog aan het westfront. Na de oorlog rondde hij zijn studie als burgerlijk ingenieur af en ging hij opnieuw aan de Slag bij Topf und Söhne.

## Topf und Söhne
Vanaf 1928 werd Prüfer het hoofd van afdeling D4 – Bouw van Speciale Ovens. Er werden toen civiele crematoriumovens gebouwd. Daarna ging het minder goed met de economie, wat ook invloed op het bedrijf had. Veel werknemers werden ontslagen, Prüfer kon echter blijven. Tegen 1934 begon de economie terug op gang te komen.
Het is vanaf april 1933 dat Prüfer zijn positie versterkte door lid te worden van de NSDAP. Prüfer zorgde dus voor het zakelijke partnerschap tussen het bedrijf en de SS. Op die manier zorgde hij voor de contracten waarbij Topf und Söhne de crematoriumovens mocht bouwen voor verschillende concentratiekampen. Hierdoor werd Topf und Söhne de enige burgerfirma die betrokken was bij de uitroeiing van Joden in Duitse concentratiekampen, zoals Buchenwald en Auschwitz-Birkenau. Ze bouwden naast de ovens ook de gaskamers in Birkenau.

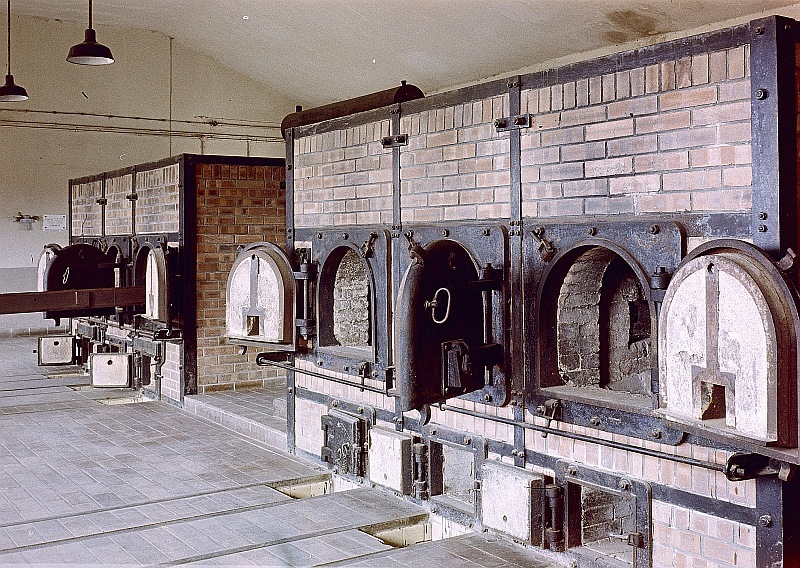
Crematoriumoven Buchenwald

In november 1939 werden de eerste crematoriumovens geplaatst in het concentratiekamp Dachau. Uiteindelijk bouwden ze de crematoriumovens voor 4 verschillende kampen: Dachau, Buchenwald, Mauthausen en Auschwitz-Birkenau. De installatie gebeurde telkens door de ingenieurs van Topf und Söhne in het kamp zelf. Daarnaast bouwden ze ook nog ventilatiesystemen voor de gaskamers, waardoor er een beter luchttoevoer ontstond, en de vergassingen nog sneller achter elkaar konden plaatsvinden.
In totaal bouwden ze 66 crematoriumovens in concentratiekampen, waarvan 46 in Auschwitz-Birkenau.

## Na de oorlog
Na de oorlog werd Kurt Prüfer gearresteerd door de geallieerden maar na ondervraging terug vrijgelaten. Daarna werd hij echter opnieuw gearresteerd door de Russische inlichtingendiensten, na zijn proces werd hij gestraft tot 25 jaar cel in een Goelag, waarin hij ook stierf in 1952.
De ondervraging door de Russen vond plaats op 5 maart 1946 in Erfurt. Vertaalde transcript:
Q: Wie nam er naast jou deel aan de bouw van de crematoriumovens?
A: Vanaf 1941-1942 bouwde ik de crematoriumovens. De technische tekeningen werden getekend door Mr. Keller. De ventilatiesystemen van de “Kremas” (crematoriums) werden gebouwd door de senior ingenieur Karl Schultze.
Q: Hoe vaak heb je Auschwitz bezocht en met welk doel was dat?
A: 5 keer. De eerste keer was begin 1943, om instructies te krijgen van de SS over waar het crematorium moest worden gebouwd. De tweede keer was in de lente van 1943 om de bouwsite te inspecteren. De derde keer was in de herfst 1943 om een fout te bekijken tijdens de bouw van een schoorsteen. De vierde keer begin 1944 om de herstelde schoorsteen te inspecteren. De vijfde keer was in september-oktober 1944, was om de herbestemming te bekijken van de crematoriums, omdat de frontlinie steeds dichter kwam te liggen. Dit gebeurde niet omdat er te weinig manschappen waren.
Q: Was jij de enige Topf-ingenieur in Auschwitz in de lente van 1943?
A: Nee, ook Karl Schultze was bij me in Auschwitz in dat moment. Ik zag persoonlijk ongeveer 60 lijken van mannen en vrouwen van verschillende leeftijden, die voorbereid werden om te verbranden. Dat was om 10 uur in de ochtend. Ik was getuige van de verbranding van 6 lijken en kwam tot de conclusie dat de ovens goed functioneerden.
Q: Kon je een gaskamer zien naast het crematorium?
A: Ja, ik heb een gezien naast het crematorium. Tussen de gaskamer en het crematorium was een verbinding voorzien.
Q: Wist je dat in de gaskamer en in de crematoriums liquidaties van onschuldige mensen plaatsvonden?
A: Ik was op de hoogte sinds de lente van 1943 dat onschuldige mensen geliquideerd werden in de gaskamers van Auschwitz en dat hun lichamen daarna verbrand werden in de crematoriums.
Q: Wie was de ontwerper voor het ventilatiesysteem van de gaskamers?
A: Schultze was de ontwerper hiervan, en hij installeerde ze ook.
Q: Waarom waren de ovens zo snel beschadigd?
A: Deze waren beschadigd na 6 maanden omdat de druk op de ovens kolossaal was.